# Władysław Jan Rymaszewski
Władysław Jan Rymaszewski (ur. 3 listopada?/15 listopada 1891 w Nieświeżu, zm. wiosną 1940 w Charkowie) – podpułkownik lekarz Wojska Polskiego, doktor medycyny, ofiara zbrodni katyńskiej.

## Życiorys
Władysław Rymaszewski urodził się w 1891 roku i był synem Antoniego Rymaszewskiego. W 1927 został mianowany majorem Wojska Polskiego.
W latach 1935–1938 służył jako komendant Wojskowego Sanatorium im. Marszałka Józefa Piłsudskiego w Zakopanem, a następnie jako komendant 5 Szpitala Okręgowego w Krakowie.
Służył również jako lekarz w 1 Pułku Ułanów, następnie w Departamencie Służby Zdrowia Ministerstwa Spraw Wojskowych oraz jako szef służby zdrowia Obozu Warownego Wilno. W 1939 szef służby zdrowia 35 Dywizji Piechoty, z którą to walczył w obronie Lwowa. Odznaczony Krzyżem Walecznych.
Po agresji ZSRR na Polskę w nieznanych okolicznościach dostał się do niewoli sowieckiej i przebywał w obozie w Starobielsku. Wiosną 1940 został zamordowany przez funkcjonariuszy NKWD w Charkowie i pogrzebany w bezimiennej, zbiorowej mogile w Piatichatkach, gdzie od 17 czerwca 2000 mieści się oficjalnie Cmentarz Ofiar Totalitaryzmu w Charkowie. Figuruje na Liście Starobielskiej NKWD pod poz. 2775.

Był ojcem Stanisława Henryka Rymaszewskiego, powstańca warszawskiego i polskiego architekta.
5 października 2007 minister obrony narodowej Aleksander Szczygło – decyzją nr 439/MON – mianował go pośmiertnie na stopień pułkownika. Awans został ogłoszony 9 listopada 2007 w Warszawie, w trakcie uroczystości „Katyń Pamiętamy – Uczcijmy Pamięć Bohaterów”.